# Sci di fondo ai VII Giochi olimpici invernali - Staffetta maschile
La competizione della staffetta 4x10 Km di sci di fondo ai VII Giochi olimpici invernali si è svolta il 4 febbraio; il percorso aveva partenza e arrivo nello Stadio della neve e copriva un dislivello di 96 m. A partire dalle 9:00 presero parte alla competizione 14 squadre nazionali; la neve era ghiacciata, polverosa sulla pista, e il freddo ero intenso (-18° al via).

## Classifica
| Pos.    | Nazione                   | Atleti                  | Tempi Individuali | Tempo Totale |
| ------- | ------------------------- | ----------------------- | ----------------- | ------------ |
| Oro     | Unione Sovietica          | Fëdor Terent'ev         | 33'25"            | 2:15'30"     |
| Oro     | Unione Sovietica          | Pavel Kolčin            | 33'05"            | 2:15'30"     |
| Oro     | Unione Sovietica          | Nikolaj Anikin          | 34'23"            | 2:15'30"     |
| Oro     | Unione Sovietica          | Vladimir Kuzin          | 34'37"            | 2:15'30"     |
| Argento | Finlandia                 | August Kiuru            | 34'56"            | 2:16'31"     |
| Argento | Finlandia                 | Jorma Kortelainen       | 34'20"            | 2:16'31"     |
| Argento | Finlandia                 | Arvo Viitanen           | 33'34"            | 2:16'31"     |
| Argento | Finlandia                 | Veikko Hakulinen        | 33'41"            | 2:16'31"     |
| Bronzo  | Svezia                    | Lennart Larsson         | 35'46"            | 2:17'42"     |
| Bronzo  | Svezia                    | Gunnar Samuelsson       | 34'22"            | 2:17'42"     |
| Bronzo  | Svezia                    | Per-Erik Larsson        | 33'50"            | 2:17'42"     |
| Bronzo  | Svezia                    | Sixten Jernberg         | 33'44"            | 2:17'42"     |
| 4       | Norvegia                  | Håkon Brusveen          | 35'13"            | 2:21'16"     |
| 4       | Norvegia                  | Per Olsen               | 36'41"            | 2:21'16"     |
| 4       | Norvegia                  | Martin Stokken          | 34'47"            | 2:21'16"     |
| 4       | Norvegia                  | Hallgeir Brenden        | 34'35"            | 2:21'16"     |
| 5       | Italia                    | Pompeo Fattor           | 35'43"            | 2:23'28"     |
| 5       | Italia                    | Ottavio Compagnoni      | 34'45"            | 2:23'28"     |
| 5       | Italia                    | Innocenzo Chatrian      | 35'59"            | 2:23'28"     |
| 5       | Italia                    | Federico De Florian     | 36'61"            | 2:23'28"     |
| 6       | Francia                   | Victor Arbez            | 36'51"            | 2:24'06"     |
| 6       | Francia                   | René Mandrillon         | 36'14"            | 2:24'06"     |
| 6       | Francia                   | Benoît Carrara          | 35"18             | 2:24'06"     |
| 6       | Francia                   | Jean Mermet             | 35'43"            | 2:24'06"     |
| 7       | Svizzera                  | Werner Zwingli          | 36'24"            | 2:24'30"     |
| 7       | Svizzera                  | Victor Kronig           | 36'50"            | 2:24'30"     |
| 7       | Svizzera                  | Fritz Kocher            | 35'17"            | 2:24'30"     |
| 7       | Svizzera                  | Marcel Huguenin         | 35'59"            | 2:24'30"     |
| 8       | Cecoslovacchia            | Emil Okuliár            | 37'02"            | 2:24'54"     |
| 8       | Cecoslovacchia            | Vlastimil Melich        | 36'11""           | 2:24'54"     |
| 8       | Cecoslovacchia            | Josef Prokeš            | 36'13"            | 2:24'54"     |
| 8       | Cecoslovacchia            | Ilja Matouš             | 35'28"            | 2:24'54"     |
| 9       | Polonia                   | Józef Rubiś             | 37'03"            | 2:25'55"     |
| 9       | Polonia                   | Józef Gąsienica Sobczak | 36'40"            | 2:25'55"     |
| 9       | Polonia                   | Tadeusz Kwapień         | 35'49"            | 2:25'55"     |
| 9       | Polonia                   | Andrzej Mateja          | 36'23             | 2:25'55"     |
| 10      | Squadra Unificata Tedesca | Kuno Werner             | 36'19"            | 2:26'37"     |
| 10      | Squadra Unificata Tedesca | Siegfried Weiß          | 37'21"            | 2:26'37"     |
| 10      | Squadra Unificata Tedesca | Rudi Kopp               | 36'35"            | 2:26'37"     |
| 10      | Squadra Unificata Tedesca | Hermann Möchel          | 36'22"            | 2:26'37"     |
| 11      | Austria                   | Josef Schneeberger      | 35'26"            | 2:30'50"     |
| 11      | Austria                   | Oskar Schulz            | 38'37"            | 2:30'50"     |
| 11      | Austria                   | Hermann Mayr            | 39'09"            | 2:30'50"     |
| 11      | Austria                   | Karl Rafreider          | 37'38"            | 2:30'50"     |
| 12      | Stati Uniti               | Theodor Farwell         | 37'42"            | 2:32'04"     |
| 12      | Stati Uniti               | Mack Miller             | 37'22"            | 2:32'04"     |
| 12      | Stati Uniti               | Larry Damon             | 37'28"            | 2:32'04"     |
| 12      | Stati Uniti               | Marvin Crawford         | 39'33"            | 2:32'04"     |
| 13      | Jugoslavia                | Zdravko Hlebanja        | 38'10"            | 2:33'45"     |
| 13      | Jugoslavia                | Cveto Pavčič            | 39'03"            | 2:33'45"     |
| 13      | Jugoslavia                | Matevž Kordež           | 38'27"            | 2:33'45"     |
| 13      | Jugoslavia                | Janez Pavčič            | 38'05"            | 2:33'45"     |
| 14      | Gran Bretagna             | Andrew Morgan           | 38'44"            | 2:38'44"     |
| 14      | Gran Bretagna             | James Spencer           | 40'40"            | 2:38'44"     |
| 14      | Gran Bretagna             | Aubrey Fielder          | 39'25"            | 2:38'44"     |
| 14      | Gran Bretagna             | Maurice Gover           | 39'55"            | 2:38'44"     |